# Stefan Kristiansson
Nils Stefan Kristiansson, född 25 september 1951 i Sankt Johannes församling i Malmö, är en svensk militär.

## Biografi
Kristiansson avlade gymnasieexamen 1974. Han avlade officersexamen 1976 vid Krigsskolan och utnämndes samma år till löjtnant vid Hallands regemente, där han tjänstgjorde till 1984. Han gick truppslagsskola för regementsofficerare 1978–1979 och befordrades till kapten 1979. Han gick 1982–1983 Allmänna kursen vid Militärhögskolan och 1983 UN Military Observer Course samt befordrades till major 1984. Han var 1984–1986 FN-observatör i Kashmir inom ramen för UNOMGIP. Åren 1986–1988 gick han Arméns högre stabskurs vid Militärhögskolan, varpå han 1988–1989 tjänstgjorde vid Operationssektion 5 i Operationsledningen i Försvarsstaben. Han var kompanichef vid Hallands regemente 1989–1990, detaljchef i Planeringssektionen vid Arméstaben 1990–1994 och detaljchef i Samordningssektionen i Arméledningen vid Högkvarteret 1994 samt befordrades till överstelöjtnant 1993. Han var ställföreträdande chef för Smålandsbrigaden 1994–1995, blev överstelöjtnant med särskild tjänsteställning 1995 och gick 1995–1996 The International Training Course in Security Policy vid The Graduate Institute of International Studies i Genève, varpå han 1996–1997 var projektledare vid Arméns lednings- och sambandscentrum.
År 1998 befordrades han till överste och 1998–2001 var han försvarsattaché vid ambassaderna i Helsingfors och Tallinn. Han befordrades 2001 till brigadgeneral och var militär rådgivare vid Utrikesdepartementet 2001–2003, chef för Samordningsavdelningen i Högkvarteret 2003–2004 och ställföreträdande chef för Militära underrättelse- och säkerhetstjänsten (MUST) från maj 2004 till juni 2007. År 2007 befordrades han till generalmajor och från juni 2007 till och med den 30 september 2012 var han chef för MUST.
Kristiansson var förbundsordförande för Svenska pistolskytteförbundet 2012–2020.
I samband Konstitutionsutskottets utfrågningar den 26 mars 2013 om den så kallade Saudiaffären (Projekt Simoom), utfrågades Stefan Kristiansson om MUST:s inblandning i form av utlåning av kontanter till Totalförsvarets forskningsinstitut. Efter utfrågningen sade han till Sveriges Radios journalist: "Vi hade ingen kännedom om att de här medlen skulle användas på det här sättet. Hade det framkommit och beslutet hade kommit upp på min nivå så hade det inte blivit några överföringar."

## Utmärkelser
- 3:e klass av Örnkorsets orden (4 februari 2002)[10]
- Officer av Hederslegionen (20 januari 2012)[11]